# Cnemidaria grandifolia
Cnemidaria grandifolia là một loài thực vật có mạch trong họ Cyatheaceae. Loài này được (Willd.) Proctor mô tả khoa học đầu tiên năm 1961.